# 大石明
大石 明（おおいし あきら）は、日本の労働官僚。厚生労働省職業安定局次長等を経て、退官後、産業医科大学理事長、国際研修サービス代表取締役。

## 人物・経歴
東京都出身。1974年一橋大学法学部卒業、労働省入省。雇用促進事業団総務部総務課長などを経て、1992年労働省労働基準局安全衛生部計画課長。
1993年労働省労政局勤労者福祉部企画課長。1994年労働省労政局労働法規課長。1995年福岡県労働部長。1997年労働大臣官房政策調査部総合政策課長。1998年労働大臣官房秘書課長。1999年労働大臣官房会計課長。
2001年内閣府大臣官房審議官。2002年厚生労働省労働基準局安全衛生部長。2003年厚生労働省大臣官房審議官（労働基準監督官）。2004年厚生労働省職業安定局次長。
2005年に学校法人産業医科大学理事長に就任し、厚生労働省産業医・産業医科大学のあり方に関する検討会委員なども務めた。
2010年に退任後、人材ビジネスコンプライアンス推進協議会理事長、株式会社国際研修サービス代表取締役、日本賢人会議所理事などを歴任した。2020年瑞宝中綬章受章。